# قضيبية الحميض الفورميكية
قضيبية الحميض الفورميكية (الاسم العلمي: Oxalobacter formigenes) هي نوع من البكتيريا، سلبية الغرام، تتبع القضيبيات الحميض.